# Калмыков, Иван Павлович
Ива́н Па́влович Калмыко́в (5 сентября 1890, Грозненский округ, Терская область — сентябрь 1920, Гирин, Китайская республика) — русский военный деятель, участник Первой мировой войны, сотник (1915 г.), затем подъесаул (1917 г.) Уссурийского казачьего полка, участник Гражданской войны на Дальнем Востоке на стороне белых, войсковой атаман Уссурийского казачьего войска.

## Биография

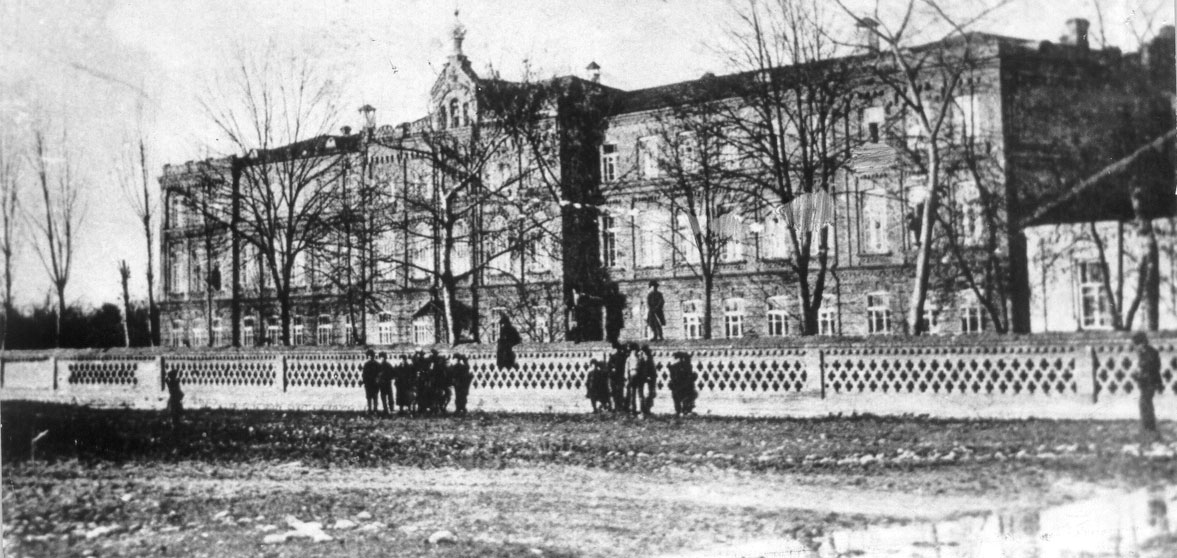
Здание Александровской миссионерской духовной семинарии в Ардоне.

Иван Павлович Калмыков родился на Тереке, в станице Грозненской, Терской области. Его отец — станичный торговец из Харькова. Мать Ивана Калмыкова — местная терская казачка Калмыкова.
Воспитывался в Александровской миссионерской духовной семинарии в селении Ардон Терской области (ныне Северная Осетия), окончил 4 класса.
8 сентября 1909 года в 19 лет по направлению от атамана станицы Грозненской и атамана Кизляро-Гребенского отдела вступил в службу в Тифлисское юнкерское военное училище юнкером рядового звания. 7 ноября 1910 года произведен в унтер-офицеры.
По окончании Тифлисского Великого князя Михаила Николаевича военного училища по 1-му разряду, 6.8.1912 г. произведен в подпоручики со старшинством с 6.8.1911 г., в 3-й Сибирский саперный батальон (с. Спасское, Приморской области). Младший офицер 2-й Саперной роты, 30.10.1913 г. подал на имя командира 2-й Сапёрной роты рапорт с просьбой «ходатайства о переводе его для пользы службы в Уссурийский казачий дивизион» как родового казака.
20 января 1914 года переведён в Уссурийский казачий дивизион с переименованием в хорунжие.

### Первая мировая война

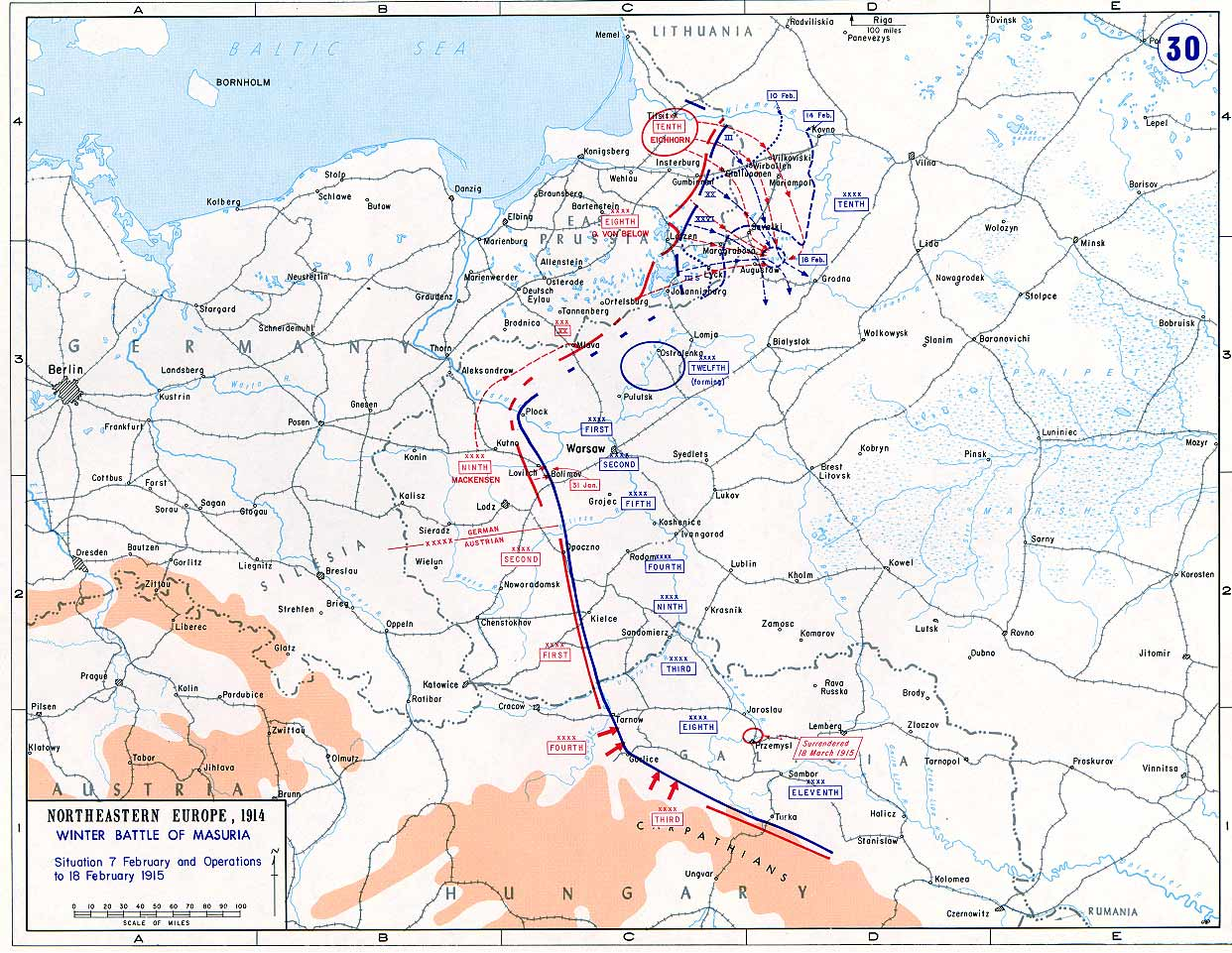
Восточный фронт в феврале 1915 года

1 (14) августа 1914 года Германская империя объявила войну Российской империи, началась Первая мировая война. В октябре 1914 года Уссурийский казачий полк отправлен на фронт, в состав Уссурийской конной дивизии.
С начала ноября 1914 бригада действовала в составе Северо-Западного фронта. В ноябре-декабре 1914 оперировала севернее Варшавы, в районе Цеханова и Млавы.
В феврале 1915 Уссурийская конная бригада в составе 12-й армии участвовала в боях под Праснышем, располагаясь западнее реки Оржиц.
Уссурийский полк отличился при взятии д. Нисковизна (пол. Niksowizna), в бою за переправу у д. Рудка Скрода (пол. Rudka-Skroda), а также в бою у д. Порцяги, где выручил 16-ю роту 39-го Сибирского стрелкового полка 4-го Сибирского армейского корпуса.
В мае 1915 года бригада сначала оборонялась на рубеже реки Нарев, затем действовала в западной Курляндии.
3 июня 1915 года в Ковенской губернии между Тельше и Тришки прорвалась в немецкий тыл и уничтожила западнее Лукники обозную колонну 2-й кавалерийской дивизии, после чего юго-западнее атаковала колонну 6-й кавалерийской дивизии. Всё это существенно нарушило снабжение и связь германских войск.
В июле 1915 Уссурийская конная бригада в составе 5-й армии участвовала в сражении под Шавли. С конца мая до 2 июля входила в отряд генерал-майора графа М. Н. Граббе, при содействии 17-й пехотной дивизии удерживая позиции на правом берегу р. Венты от Окмян до железной дороги Либава — Митава. Бригада выделялась умением вести бой и в пешем строю, считалась особенно устойчивым соединением и использовалась как подвижный резерв. Например, в ночь на 2.7. сдала позиции соседям и совершила 20-км фланговый марш на север, в район Поднек. Здесь днем 2.7. Уссурийская бригада (18 эскадронов и сотен при 10 орудиях) вела бой с германской 41-й пехотной дивизией (12 батальонов при 80 орудиях), задержав её продвижение и дав время для подхода 13-й Сибирской стрелковой дивизии. 3.7. бригада подчинена командиру 7-го Сибирского армейского корпуса генерал-лейтенанту Н. И. Сулимову, весь день вела бой с германской 6-й кавалерийской дивизией у Альт Жвардена, а вечером отошла к Екендорфу для прикрытия правого фланга указанного корпуса. Ведя бой с германской кавалерией, бригада к вечеру 5.7. отошла к Гофцумбергу (Тервете) и включена в конный отряд генерал-лейтенанта князя Г. И. Трубецкого. 10.7. вела бой с кавалерийским корпусом Шметтова у Шукштаны.
В 1915 году произведен в сотники.
С 6 августа 1915 года начальник штатной пулемётной команды. 17 сентября 1915 года был ранен под ф. Зосино, вернулся в строй.
За войну получил четыре награды, в том числе орден Св. Владимира 4-й ст. с мечами и бантом и Георгиевское оружие «за то, что, будучи в чине сотника, в бою 17-го декабря 1916 г. на гребне Пояна-Кирияк, командуя 2 1/2 сотнями и охраняя правый фланг 12-й Румынской пехотной дивизии, отходившей в долину р. Солчия, удержал свою позицию и тем обеспечил отход Румынской дивизии, несмотря на неоднократные и упорные атаки германцев, настойчиво стремившихся сбить казаков, чтобы выйти в тыл и окружить Румын» (Приказ армии и флоту от 2.10.1917 г.).
С 1917 года подъесаул Уссурийского казачьего полка.

### Гражданская война
Осенью 1917 г. вернулся в Приморье. 3.10.1917 г. 3-м кругом Уссурийского казачьего войска назначен временно исполняющим должность войскового атамана. 31.1.1918 г. на 4-м круге Уссурийского казачьего войска избран атаманом и произведен в есаулы. С 25.3.1918 г. командир Особого казачьего отряда. Воевал с большевиками на Гродековском фронте в Приморье.
5.9.1918 г. во главе Особого Уссурийского казачьего отряда занял Хабаровск. С 17.9.1918 г. — начальник гарнизона г. Хабаровска. С 29.9.1918 г. — председатель военно-окружного совета. 22.10.1918 г. 5-й Чрезвычайный большой войсковой круг Уссурийского казачьего войска за отличия в боях с большевиками присвоил ему чин генерал-майора и избрал его войсковым атаманом Уссурийского казачьего войска. 
Калмыков не признавал ничьей власти и подтвердил свою приверженность ранее объявленной автономии Уссурийского казачьего войска. В сентябре 1918 года в Хабаровске имело место несколько массовых расстрелов без суда и следствия. 31 октября 1918 года в Хабаровске состоялось совещание атаманов Калмыкова, И.М. Гамова и Г.М. Семенова, на котором было решено объединить три их казачьих войска под общим командованием Г.М. Семенова. 
Вновь начавшиеся в ноябре 1918 года в Хабаровске расстрелы без суда и следствия, в которых погибло около 20 человек, привели к усилению напряженности в отношениях между Калмыковым и американскими интервентами. Американцы пригрозили разоружить отряд Калмыкова и арестовать самого атамана в случае, если такие убийства будут продолжаться. В начале декабря 1918 года 27-го американский полк в Хабаровске готовился к защите от возможного нападения со стороны калмыковцев.
К началу января 1919 года Особый казачьий отряд Калмыкова имел следующую структуру: штаб отряда, пластунский батальон (три сотни, отдельный офицерский взвод, учебная команда), 1-й Уссурийский казачий полк (четыре сотни, учебная команда), 2-й Уссурийский казачий полк (четыре сотни, с начала февраля 1919 г. 4-х пулеметная конная команда), артиллерия (управление, хозяйственная часть, конно-горный дивизион, отдельная юнкерская батарея, отдельная тяжелая батарея, артиллерийский парк, команда разведчиков, учебная, нестроевая команды, бронепоезд «Калмыковец»), инженерно-техническая рота (телеграфно-телефонное отделение, саперная полурота и другие технические части), пулеметная команда и конвойный взвод при атамане.
В марте 1919 г. Калмыков был награждён атаманом Г. М. Семёновым за боевые заслуги орденом Св. Георгия 4-й ст. образца Особого Маньчжурского отряда. 17.6.1919 г. 7-м кругом Уссурийского казачьего войска вновь избран войсковым атаманом. 29.8.1919 г. назначен начальником Отдельной Уссурийской атамана Калмыкова бригады, с 1.1.1920 г. Отдельной сводной Уссурийской атамана Калмыкова дивизии, а с 12.2.1920 г. Особого Уссурийского атамана Калмыкова отряда. 2.9.1919 г. одновременно назначен уполномоченным по охране государственного порядка и общественного спокойствия в Хабаровском и Иманском уездах Приморской области. 30.12.1919 г. атаман Г. М. Семёнов назначил его помощником по должности Походного атамана Дальневосточных казачьих войск, а 30.1.1920 г. — начальником Уссурийской группы войск и Хабаровского военного района.
Калмыков и его люди совершали бесчисленные убийства, насилия и грабежи, мотивируя их борьбой с большевиками, что вызывало возмущение многих белогвардейцев, начиная от А. В. Колчака и кончая некоторыми подчинёнными самого Калмыкова.
12.2.1920 г. в ходе наступления красных партизан на Хабаровск ушёл с остатками своих частей в Китай.

### Гибель
4 января 1920 г. адмирал А. В. Колчак, накануне своего ареста, временно передал всю полноту военной и гражданской власти на Дальнем Востоке атаману Г. М. Семёнову. В то же время реальная власть принадлежала генералу С. Н. Розанову, именовавшемуся главным начальником Приамурского края; в Хабаровске — И. П. Калмыкову, а в Благовещенске — Амурскому войсковому атаману А. Д. Кузнецову. С. Н. Розанов был отстранён от власти 31 января 1920 г., после чего в Приморье возникло Временное правительство Приморской областной земской управы. Власть атамана Кузнецова прекратилась 4 февраля 1920 г., после чего Калмыков остался один на один с «земцами», двинувшими против него свои войска. Находившийся под начальством атамана казачий отряд 13 февраля оставил Хабаровск и по льду Уссури перешёл на китайскую территорию. Незадолго до того Калмыков изъял из Хабаровского отделения Госбанка 38 пудов золота, тайно передав его японскому командованию.
Представители коммунистического лагеря и «земцы» единодушно опротестовали пребывание калмыковцев на китайской территории. Под давлением Временного правительства отряд был разоружён 29 февраля 1920 г. на китайском берегу Уссури близ устья Нора, напротив станции Бикин. Офицеры и все здоровые бойцы были препровождены в Фугдин, где 8 марта атаман был арестован китайскими военными властями вместе с генерал-майором Н. Н. Суходольским и капитаном 1 ранга В. В. Безуаром. Под конвоем часть отряда с арестованными отправили в Лахасусу. Больных казаков 12 марта передали из Лахасусу в станицу Михайло-Семёновскую.
Калмыкову предъявили обвинения в присвоении 56 пудов золота, убийстве представителей Красного Креста — шведа Свена Хедблома и норвежца Оле Опшауга — близ станции Пограничная в сентябре 1918 г., а также в обстреле отряда китайских канонерских лодок на Амуре в октябре 1919 г. По поводу золота атаман заявил, что объяснения даст либо русскому посланнику, либо эмиссарам законного русского правительства, либо международной комиссии, но не китайским военным. 21 марта 1920 г. генерал Суходольский умер, а Калмыкова с Безуаром 16 апреля перевезли в город Гирин, где разместили в здании жандармского управления. Там были приняты на хранение Георгиевская шашка и револьвер атамана, на сдаче которых китайские военные не настаивали. Поначалу арестованные содержались в условиях полной изоляции, но 30 апреля с ними встретился японский военный советник. После разговора японца с генералом Бао Гуйцином Калмыков получил возможность встречаться с русским консулом В. А. Братцовым. Русские дипломаты ходатайствовали об освобождении арестованных, но китайцы заявили, что атаман обвиняется в нападении на китайские военные корабли и в пересечении китайской границы с оружием в руках. Временное же правительство требовало отправки Калмыкова во Владивосток в качестве уголовного преступника.
По указанию посланника в Пекине князя Н. А. Кудашева Братцов в конце мая 1920 г. потребовал облегчения положения Калмыкова, после чего китайцы разрешили атаману 1-2 раза в неделю посещать русское консульство. Во время этих визитов был разработан план побега, осуществлённый 13 июля. Атаман спрятался в одном из зданий на территории консульства. Хотя алиби консульских работников было подготовлено заранее, китайские власти отвергли их объяснения и разместили солдат на территории учреждения. В этой ситуации Н. А. Кудашев направил в Гирин генконсула в Мукдене С. А. Колоколова.
25 августа китайские солдаты обнаружили убежище Калмыкова. На запрос русского посланника власти Гирина ответили, что атаман будет отправлен в Пекин, а оттуда — во Владивосток. Японцы отказались участвовать в судьбе Калмыкова. В начале сентября 1920 г. атаман в сопровождении конвоя покинул Гирин и в местечке Калачи (Ильяши) в 10 милях от города вновь пытался бежать, ранил китайского офицера, после чего был застрелен конвоирами.

## Награды
- Орден Святой Анны 3-й степени с мечами и бантом (ВП 27.05.1915)
- Орден Святой Анны 4-й степени с надписью «За храбрость» (ВП 8.09.1915)
- Орден Святого Станислава 3-й степени с мечами и бантом (ВП 20.09.1915)
- Орден Святого Станислава 2-й степени с мечами (ВП 7.11.1916)
- Орден Святого Владимира 4-й степени с мечами и бантом (ВП 8.11.1916)
- Георгиевское оружие (ПАФ 2.10.1917)